# Byron Bonilla
Byron Bonilla Martínez (Granada, 30 agosto 1993) è un calciatore nicaraguense, centrocampista del Real Estelí e della nazionale nicaraguense.

## Caratteristiche tecniche
È un esterno sinistro, ma può giocare anche a destra o come ala sinistro.

## Carriera

### Club
Comincia a giocare allo Sporting San José. L'11 gennaio 2019 viene acquistato dal Municipal Grecia. Nell'estate 2019 viene ceduto in prestito biennale al Saprissa.

### Nazionale
Ha debuttato in Nazionale il 30 dicembre 2016, nell'amichevole Nicaragua-Trinidad e Tobago (1-3), subentrando a Daniel Cadena all'inizio della ripresa. Ha messo a segno le sue prime due reti con la maglia della Nazionale il 14 ottobre 2019, in Dominica-Nicaragua (0-4), gara in cui ha siglato la rete del momentaneo 0-2 al minuto 71 e la rete del momentaneo 0-3 al minuto 84 su calcio di rigore. Ha partecipato, con la Nazionale, alla CONCACAF Gold Cup 2019.

## Statistiche

### Cronologia presenze e reti in nazionale
| Cronologia completa delle presenze e delle reti in nazionale ― Nicaragua | Cronologia completa delle presenze e delle reti in nazionale ― Nicaragua | Cronologia completa delle presenze e delle reti in nazionale ― Nicaragua | Cronologia completa delle presenze e delle reti in nazionale ― Nicaragua | Cronologia completa delle presenze e delle reti in nazionale ― Nicaragua | Cronologia completa delle presenze e delle reti in nazionale ― Nicaragua | Cronologia completa delle presenze e delle reti in nazionale ― Nicaragua | Cronologia completa delle presenze e delle reti in nazionale ― Nicaragua |
| Data                                                                     | Città                                                                    | In casa                                                                  | Risultato                                                                | Ospiti                                                                   | Competizione                                                             | Reti                                                                     | Note                                                                     |
| ------------------------------------------------------------------------ | ------------------------------------------------------------------------ | ------------------------------------------------------------------------ | ------------------------------------------------------------------------ | ------------------------------------------------------------------------ | ------------------------------------------------------------------------ | ------------------------------------------------------------------------ | ------------------------------------------------------------------------ |
| 31-12-2016                                                               | Managua                                                                  | Nicaragua                                                                | 1 – 3                                                                    | Trinidad e Tobago                                                        | Amichevole                                                               | -                                                                        | 46’                                                                      |
| 25-3-2019                                                                | Waterford                                                                | Barbados                                                                 | 0 – 1                                                                    | Nicaragua                                                                | CONCACAF Nations League 2019-2020 - Qualificazioni                       | -                                                                        | 64’                                                                      |
| 27-3-2019                                                                | Managua                                                                  | Nicaragua                                                                | 0 – 1                                                                    | Guatemala                                                                | Amichevole                                                               | -                                                                        | 46’                                                                      |
| 8-6-2019                                                                 | San Juan                                                                 | Argentina                                                                | 5 – 1                                                                    | Nicaragua                                                                | Amichevole                                                               | -                                                                        |                                                                          |
| 17-6-2019                                                                | San José                                                                 | Costa Rica                                                               | 4 – 0                                                                    | Nicaragua                                                                | Gold Cup 2019 - 1º turno                                                 | -                                                                        | 85’                                                                      |
| 21-6-2019                                                                | Frisco                                                                   | Nicaragua                                                                | 0 – 2                                                                    | Haiti                                                                    | Gold Cup 2019 - 1º turno                                                 | -                                                                        |                                                                          |
| 25-6-2019                                                                | Harrison                                                                 | Bermuda                                                                  | 2 – 0                                                                    | Nicaragua                                                                | Gold Cup 2019 - 1º turno                                                 | -                                                                        | 90’                                                                      |
| 12-10-2019                                                               | Managua                                                                  | Nicaragua                                                                | 3 – 1                                                                    | Dominica                                                                 | CONCACAF Nations League 2019-2020 - 1º turno                             | -                                                                        |                                                                          |
| 14-10-2019                                                               | Roseau                                                                   | Dominica                                                                 | 0 – 4                                                                    | Nicaragua                                                                | CONCACAF Nations League 2019-2020 - 1º turno                             | 2                                                                        |                                                                          |
| 11-11-2019                                                               | Managua                                                                  | Nicaragua                                                                | 0 – 1                                                                    | Cuba                                                                     | Amichevole                                                               | -                                                                        |                                                                          |
| 15-11-2019                                                               | Kingstown                                                                | Saint Vincent e Grenadine                                                | 1 – 0                                                                    | Nicaragua                                                                | CONCACAF Nations League 2019-2020 - 1º turno                             | -                                                                        | 57’ 62’                                                                  |
| 19-11-2019                                                               | Managua                                                                  | Nicaragua                                                                | 1 – 2                                                                    | Suriname                                                                 | CONCACAF Nations League 2019-2020 - 1º turno                             | -                                                                        | 46’ 90’                                                                  |
| 27-3-2021                                                                | San Cristóbal                                                            | Turks e Caicos                                                           | 0 – 7                                                                    | Nicaragua                                                                | Qual. Mondiali 2022                                                      | -                                                                        |                                                                          |
| 5-6-2021                                                                 | Managua                                                                  | Nicaragua                                                                | 3 – 0                                                                    | Belize                                                                   | Qual. Mondiali 2022                                                      | 1                                                                        | 28’ 60’                                                                  |
| 8-6-2021                                                                 | Port-au-Prince                                                           | Haiti                                                                    | 1 – 0                                                                    | Nicaragua                                                                | Qual. Mondiali 2022                                                      | -                                                                        | 60’                                                                      |
| 8-9-2021                                                                 | Antigua Guatemala                                                        | Guatemala                                                                | 2 – 2                                                                    | Nicaragua                                                                | Amichevole                                                               | -                                                                        | 90’                                                                      |
| 11-11-2021                                                               | Managua                                                                  | Nicaragua                                                                | 0 – 3                                                                    | Cuba                                                                     | Amichevole                                                               | -                                                                        | 46’                                                                      |
| 14-11-2021                                                               | Managua                                                                  | Nicaragua                                                                | 2 – 0                                                                    | Cuba                                                                     | Amichevole                                                               | -                                                                        | 54’                                                                      |
| 30-1-2022                                                                | Managua                                                                  | Nicaragua                                                                | 4 – 0                                                                    | Belize                                                                   | Amichevole                                                               | -                                                                        |                                                                          |
| 2-2-2022                                                                 | Managua                                                                  | Nicaragua                                                                | 1 – 1                                                                    | Belize                                                                   | Amichevole                                                               | -                                                                        | 61’                                                                      |
| 4-6-2022                                                                 | Managua                                                                  | Nicaragua                                                                | 2 – 1                                                                    | Trinidad e Tobago                                                        | CONCACAF Nations League 2022-2023 - 1º turno                             | 1                                                                        |                                                                          |
| 6-6-2022                                                                 | Kingstown                                                                | Saint Vincent e Grenadine                                                | 2 – 2                                                                    | Nicaragua                                                                | CONCACAF Nations League 2022-2023 - 1º turno                             | 1                                                                        | 76’                                                                      |
| 10-6-2022                                                                | Nassau                                                                   | Bahamas                                                                  | 0 – 2                                                                    | Nicaragua                                                                | CONCACAF Nations League 2022-2023 - 1º turno                             | -                                                                        |                                                                          |
| 14-6-2022                                                                | Managua                                                                  | Nicaragua                                                                | 4 – 0                                                                    | Bahamas                                                                  | CONCACAF Nations League 2022-2023 - 1º turno                             | -                                                                        | 59’                                                                      |
| 22-9-2022                                                                | Almere                                                                   | Suriname                                                                 | 2 – 1                                                                    | Nicaragua                                                                | Amichevole                                                               | -                                                                        | 75’                                                                      |
| 27-9-2022                                                                | Lorca                                                                    | Nicaragua                                                                | 0 – 1                                                                    | Ghana                                                                    | Amichevole                                                               | -                                                                        | 73’                                                                      |
| 17-11-2022                                                               | Managua                                                                  | Nicaragua                                                                | 1 – 0                                                                    | El Salvador                                                              | Amichevole                                                               | 1                                                                        | 83’ 86’                                                                  |
| 20-11-2022                                                               | Carson                                                                   | Guatemala                                                                | 3 – 1                                                                    | Nicaragua                                                                | Amichevole                                                               | -                                                                        | 46’                                                                      |
| 25-3-2023                                                                | Managua                                                                  | Nicaragua                                                                | 4 – 1                                                                    | Saint Vincent e Grenadine                                                | CONCACAF Nations League 2022-2023 - 1º turno                             | -                                                                        | 86’                                                                      |
| 28-3-2023                                                                | Bacolet                                                                  | Trinidad e Tobago                                                        | 1 – 1                                                                    | Nicaragua                                                                | CONCACAF Nations League 2022-2023 - 1º turno                             | -                                                                        | 46’                                                                      |
| 15-6-2023                                                                | Montevideo                                                               | Uruguay                                                                  | 4 – 1                                                                    | Nicaragua                                                                | Amichevole                                                               | -                                                                        |                                                                          |
| 18-6-2023                                                                | Asunción                                                                 | Paraguay                                                                 | 2 – 0                                                                    | Nicaragua                                                                | Amichevole                                                               | -                                                                        | 67’                                                                      |
| 12-9-2023                                                                | Managua                                                                  | Nicaragua                                                                | 5 – 1                                                                    | Barbados                                                                 | CONCACAF Nations League 2023-2024 - 1º Turno                             | -                                                                        | 46’                                                                      |
| 10-10-2024                                                               | Managua                                                                  | Nicaragua                                                                | 0 – 2                                                                    | Giamaica                                                                 | CONCACAF Nations League 2024-2025 - 1º Turno                             | -                                                                        | 64’                                                                      |
| 14-10-2024                                                               | Managua                                                                  | Nicaragua                                                                | 3 – 2                                                                    | Guyana francese                                                          | CONCACAF Nations League 2024-2025 - 1º Turno                             | -                                                                        | 34’                                                                      |
| 21-3-2025                                                                | Le Gosier                                                                | Guadalupa                                                                | 1 – 0                                                                    | Nicaragua                                                                | Qual. Gold Cup 2025                                                      | -                                                                        | 68’                                                                      |
| 25-3-2025                                                                | Managua                                                                  | Nicaragua                                                                | 0 – 1                                                                    | Guadalupa                                                                | Qual. Gold Cup 2025                                                      | -                                                                        | 74’                                                                      |
| 6-6-2025                                                                 | Managua                                                                  | Nicaragua                                                                | 1 – 0                                                                    | Guyana                                                                   | Qual. Mondiali 2026                                                      | -                                                                        | 67’ 83’                                                                  |
| 10-6-2025                                                                | Panama                                                                   | Panama                                                                   | 3 – 0                                                                    | Nicaragua                                                                | Qual. Mondiali 2026                                                      | -                                                                        | 46’                                                                      |
| Totale                                                                   |                                                                          | Presenze                                                                 | 39                                                                       |                                                                          | Reti                                                                     | 6                                                                        |                                                                          |